# Gęsiarka (obraz Romana Kochanowskiego)
Gęsiarka – obraz olejny polskiego malarza Romana Kochanowskiego z 1881 roku, należący do zbiorów Pałacu Prezydenckiego w Warszawie.

## Historia
Obraz powstał w momencie zwrotnym dla kariery artysty, gdy ten przeniósł się z Wiednia – miejsca swoich studiów na Akademii Sztuk Pięknych – do Monachium, gdzie osiadł na stałe. Obrazy powstające po 1881 wyrażały tęsknotę za krajem. Częstym tematem stały się pejzaże i sceny rodzajowe ukazujące życie podkrakowskiej wsi.
Gęsiarka jest obrazem sygnowanym: R. Kochanowski. Na odwrocie znajduje się nalepka z Salonu Sztuki i Antykwarii Abe Gutnajera z numerem, nazwiskiem autora i datą powstania dzieła. Stanowi część zbiorów Pałacu Prezydenckiego w Warszawie. Od 1979 znajduje się w systemie ewidencji majątku Kancelarii Prezydenta RP. Wiosną 2014 Gęsiarka została skradziona. Prokuraturę zawiadomiono jesienią 2015. W następnym roku policja zabezpieczyła obraz, który odnaleziono w jednym z warszawskich domów aukcyjnych. Zarzut paserstwa przedstawiono jednemu z byłych kelnerów pracujących w Pałacu Prezydenckim. Dzieło Kochanowskiego powróciło do Kancelarii Prezydenta w czerwcu 2016.

## Opis obrazu
Kochanowski przedstawił portret ubogiej pasterki pilnującej gęsi. Dziewczynka w żółtej chustce na głowie, owinięta szarozielonym pledem, trzyma w ręce kijek, który wystaje z tyłu spod jej okrycia. Pasterka ma na sobie niebieską spódnicę i buty. Dziecko stoi na środku pastwiska lub łąki. Za nią stado białych gęsi oraz wzgórze. Tuż pod nim chata z kominem. Barwy natury wskazują na jesień. Niebo jest silnie zachmurzone.